# Mantella manery
Mantella manery es una especie de anfibio anuro de la familia Mantellidae.

## Distribución geográfica
Esta especie es endémica de Madagascar. Habita en el Monte Marojejy, a unos 300 m sobre el nivel del mar, y en el oeste de la Reserva Natural Estricta de Tsaratanana, a unos 700 m sobre el nivel del mar.

## Descripción
El nombre de su especie, proviene del malgache manery, que significa forzado, y le fue dado en referencia al hecho de que los descriptores se vieron obligados a describir esta especie para que no se describiera de manera inadecuada en una publicación amateur.

## Publicación original
- Vences, Glaw & Böhme, 1999 : A review of the genus Mantella (Anura, Ranidae, Mantellinae): taxonomy, distribution and conservation of Malagasy poison frogs. Alytes, vol. 17, p. 3-72[6]